# Степанова, Наталия Юрьевна
Ната́лия Ю́рьевна Степа́нова (20 марта 1972, Ленинград — 15 января 2020) — советская и российская шашистка, специализировавшаяся в русских шашках. Чемпионка СССР среди женщин 1989 года, Чемпионка России 2002 года, серебряный (2002) и бронзовый призёр (1996). Мастер спорта СССР (1989). Гроссмейстер России (1999).
Чемпионка СССР 1989 (Симферополь). Чемпионка России 1996 (Адлер). Вице-чемпионка России 2002 (Адлер). Бронзовый призер чемпионата России 1997 (Адлер). Вице-чемпионка России по быстрым шашкам 2001 (Адлер). Чемпионка России по блицу 1997, 2002 (оба - Адлер). Бронзовый призер МАРШ 1997 (Баку). Чемпионка МАРШ по блицу 2002 (Самара). Чемпионка Советского Союза среди девушек 1988 (Кишинев). Серебряный призер Кубка России 2004 (Алагир, Северная Осетия). Бронзовый призер Кубка России 2006 (Адлер). Бронзовый призер Кубка России по быстрым шашкам 2006 (Адлер). Вице-чемпионка Европы в составе команды 2007 (Евпатория). Чемпионка Европы в составе команды по блицу 2007 (Евпатория). Чемпионка Ленинграда и Санкт-Петербурга 1988, 1992, 1994. 
Первый тренер - Перчёнок И. Р. Тренеры - Маламед В. Р., Степанов И. Ю., Базылык Н. А.
Степанова Наталия - Захарова (Лангина) Антонина (33 чемпионат СССР среди женщин, Симферополь, 1989)
1. cb4 fg5 2. gf4 gf6 3. ЬсЗ de5 4.fd6 ce5 5. ef4eg3 6. hf4 ge3 7. df4 hg7 8. cd2 ed6 9. ab2 bc7 10. ba5 bc5? 11. cb4 fe5 12. de3 eg3 13. fh4 gf6 14. ef2 fe5 15. fg3 cb6 16. ac7 db6 17. ЬсЗ ba5 18. cd4 ec3? (D) 19. bd2 fe7 20. ed4 cc1 21. gf4 cg5 22. hd8 de5 23. gf2 ef4 24. dc7 fe3 25. fd4 hg5 26. ab4 ae5 27. ch6 x.
Умерла 15 января 2020 года.